# 亚尼斯·瓦格里斯
亚尼斯·亚诺维奇·瓦格里斯（俄语：Янис Янович Вагрис；1930年10月17日—2023年1月6日）拉脱维亚人，苏联政治人物。曾任叶尔加瓦副市长；拉共叶尔加瓦市委第一书记；利耶帕亚市委第二、第一书记；里加市委第一书记；拉脱维亚苏维埃社会主义共和国最高苏维埃主席团主席兼苏联最高苏维埃主席团副主席；拉共中央第一书记等职务。

## 生平
- 1930年10月17日出生于瑙迪特教区。
- 1951年-1955年，拉脱维亚大学力学系学习。
- 1955年-1958年，叶尔加瓦机械制造厂高级工程师、仪器和设备局局长。1958年加入苏联共产党。
- 1958年-1961年，叶尔加瓦市副市长。
- 1961年-1962年，叶尔加瓦机械制造厂设计工程师。
- 1962年-1964年，拉共叶尔加瓦市委第二书记。
- 1964年-1966年，苏共中央高级党校学习。
- 1966年-1967年，拉共利耶帕亚市委第二书记。
- 1967年-1973年，拉共利耶帕亚市委第一书记。
- 1973年-1978年，拉共中央委员会行政机构部部长、工业和运输部部长。
- 1978年-1985年6月，拉共里加市委第一书记。
- 1985年6月-1988年10月，拉脱维亚苏维埃社会主义共和国最高苏维埃主席团主席兼苏联最高苏维埃主席团副主席。
- 1988年10月-1990年4月，拉共中央第一书记。
- 1990年4月起退休。随后加入拉脱维亚社会民主工党。
- 2023年1月6日于里加逝世，享年92岁。

瓦格里斯是苏共24-27大代表，第19次代表会议代表；第27届中央审计委员；第10届苏联最高苏维埃民族院代表，第11届苏联最高苏维埃联盟院代表，苏联人民代表；第7-9，11届拉脱维亚苏维埃社会主义共和国最高苏维埃代表。

## 荣誉
苏联：
- 十月革命勋章
- 两次劳动红旗勋章
- 拉脱维亚苏维埃社会主义共和国功勋产业工人称号

拉脱维亚：
- 四级三星勋章（2010）